# شهرستان نشوبا (میسیسیپی)
شهرستان نشوبا، میسیسیپی (به انگلیسی: Neshoba County, Mississippi) یک سکونتگاه مسکونی در ایالات متحده آمریکا است که در ایالت میسیسیپی واقع شده‌است.